# Шанталь Крев'язюк
Шанта́ль Крев'язю́к (англ. Chantal Kreviazuk; нар. 18 травня 1973, Вінніпег, Манітоба, Канада) — канадська класична піаністка, співачка, авторка і композиторка пісень у жанрі рок-н-рол та поп україно-шотландсько-індіанського походження.

## Біографія
Народилася в родині етнічних українців, з дитинства навчалася музиці, грала в самодіяльних оркестрах української громади, відвідувала вінніпезьку приватну школу для дівчат «Беморал-Гол» (англ. Balmoral Hall) та навчалася у Вінніпезькому університеті (англ. University of Winnipeg), де визначалася і музичними, і драматичними здібностями.
У грудні 1999 одружилася з Рейном Майду, співаком гурту «Наша Пані Мир» (англ. «Our Lady Peace»). У січні 2004 року народила сина Рована. У червні 2005 року народила сина Луку Джона.

## Музична творчість
Перший альбом співачки «Під цим камінням» (англ. «Under These Rocks and Stones») розійшовся у Канаді в 1996 році під схвальні відгуки критики, а з початком 1997 року його вперше почули в США:  продано на американському ринку більше ніж 100 000 примірників завдяки вельми популярному хіту «Створив мене Бог» (англ. «God Made Me»),— проте в Канаді той сам же альбом користувався ще більшим успіхом:  удвічі визнаний «платиновим» і продажем більш ніж 200 000 примірників.  Згодом відзнято її чотири відеокліпи, деякі можна було дивитися по популярному музичному телеканалі MuchMusic:  «Створив мене Бог», «Віруючий» (англ. «Believer») і «Вейн» (англ. «Wayne») також транслювалися у Канаді, — але саме пісня «Оточена» (англ. «Surrounded») з цього альбому стала чи ненайпопулярнішим її хітом у Канаді.  Цього щасливого року Шанталь перемогла на конкурсі «Джуно» (англ. Juno Award), де номіновано її як «найкращий новий артист року».
У 1998 році Крев'язюк очолила хіт-парад титульною піснею «Відлітаю авіалайнером» (англ. «Leaving on a Jet Plane») з саундтреку до фільму-блокбастеру «Армагеддон» (англ. «Armageddon»).
У 1999 році вона записала саундтрек для багатосерійного фільму «Струмок Доусона» (англ. «Dawson's Creek») — і виконала титульну пісню «У моєму житті» (англ. «In My Life»), групи Бітлз для теледрами «Провидіння» (англ. «Providence»). Також відспівала титульну пісню для треку Ренді Ньюмана «Неначе вдома» (англ. «Feels Like Home»), пісню, що стала радіо-хітом у Канаді.
Пізніш того ж року співачка випустила у світ ще другий диск «Кольорові рухи й тиша» (англ. «Colour Moving and Still»), музику до якого скомпонував її чоловік Рейн Майда, соліст групи «Our Lady Peace».  Пісня і цього альбому «Перш ніж з'явився Ти» (англ. «Before You»)  стала не лише супер-хітом у Канаді, але і на черговому конкурсі «Джуно»:  і альбом цінувався як «найкращий альбом року», і сама Шантель — як «найкраща артистка року». 
«У цьому житті» (англ. «In This Life») — полум'яний альбом 2002-го року, пісня з якого «А що, коли усе це має значення» (англ. «What If It All Means Something») знову стала хітом.  Шантель виконала цю пісню у популярному «Цьоговечірній шоу» (англ. «The Tonight Show»); звучала і ця пісня у кінофільмі із назвою «Спасені!» (англ. «Saved!»).  
Дві нові її пісні: «Цими днями» (англ. «These Days») і «Хочу, щоб Ти знав» (англ. «I Want You to Know»), — скомпоновані та виконані Шанталь, знову прозвучали у кінофільмі 2005 року «Сестрицтво Мандруючих Штанів» (англ. «The Sisterhood Of The Traveling Pants»); у році 2006 її пісня «Усе про поцілунок» (англ. «It's All About a Kiss») прозвучала у фільмі «От мені і щастя» (англ. «Just My Luck»).
Разом із чоловіком у серпні 2005 року Шантель Крев'язюк писали в домашній студії червертий альбом, який тиражувався з кінцем серпня 2006 під назвою «Оповідання про привиди» (англ. «Ghost Stories»).

## Дискографія

### Альбоми
- Under These Rocks and Stones (укр. Під цим камінням) (1997)
- Colour Moving and Still (укр. Кольорові рухи й тиша) (1999)
- What If It All Means Something (укр. А що, коли усе це має значення) (2002)
- Ghost Stories (укр. Оповідання про привидів) (2006)
- Plain Jane (2009)
- Hard Sail (2016)

### Сингли
- «God Made Me»
- «Believer»
- «Wayne»
- «Surrounded»
- «Hands»
- «Leaving on a Jet Plane» (cover of John Denver)
- «Feels Like Home»
- «Before You»
- «Dear Life»
- «Souls»
- «Far Away»
- «In This Life»
- «Time»
- «Julia»
- «What If It All Means Something»
- «All I Can Do»

### Сингли у збірках/саундтреках кінофільмів
- «Dealer» (у японській «Under These Rocks and Stones»)
- «Love Is All» (у японській «Under These Rocks and Stones»)
- «Leaving On A Jet Plane»(на саундтреку «Armageddon»)
- «Feels Like Home» (на саундтреку  «Dawson's Creek»)
- «In My Life» (на саундтреку «Providence»)
- «This Year» (на саундтреку «Serendipity»)
- «Leading Me Home» (на саундтреку «Men With Brooms»)
- «Another Small Adventure» (на саундтреку «Stuart Little 2»)
- «Redemption Song» (у збірці «Peace Songs»)
- «O Holy Night» (дует із Avril Lavigne у збірці «Maybe This Christmas 2»)
- «These Days» (на саундтреку «The Sisterhood Of The Traveling Pants»)
- «I Want You To Know» (на саундтреку «The Sisterhood Of The Traveling Pants»)